# George Chrystal
George Chrystal (Oldmeldrum, 8 de março de 1851 — Edimburgo, 3 de novembro de 1911) foi um matemático escocês.
Nasceu em Oldmeldrum, estudou na Aberdeen Grammar School e na Universidade de Aberdeen, indo estudar em 1872 sob tutela de James Clerk Maxwell na Peterhouse, Cambridge.

## Obras
- Chrystal, George (maio de 1999) [1886]. Algebra: An Elementary Text-Book for the Higher Classes of Secondary Schools and for Colleges. (Volumes I & II) 7 ed. [S.l.]: American Mathematical Society;. ISBN 978-0821819319 (Out of copyright: 1900 and subsequent editions are available in reprint or online.)